# Lac la Trêve
Lac la Trêve är en sjö i Kanada.   Den ligger i regionen Nord-du-Québec och provinsen Québec, i den östra delen av landet, 500 km norr om huvudstaden Ottawa. Lac la Trêve ligger 336 meter över havet. Arean är 66 kvadratkilometer. Den sträcker sig 15,0 kilometer i nord-sydlig riktning, och 16,4 kilometer i öst-västlig riktning.
Trakten runt Lac la Trêve är nära nog obefolkad, med mindre än två invånare per kvadratkilometer.